# 法國國鐵BB 12000型電力機車
BB 12000型电力机车是法国国家铁路公司的一种电力机车，也是法国第一代交流电力机车，适用于供电制式为25千伏工频单相交流电的电气化铁路。
1950年代，法国国铁在上萨瓦省建成25千伏50赫兹交流电的电气化铁路试验区段，并要求几家公司研制新型交流电力机车。法国电气牵引设备公司和施耐德-西屋电气公司研制了BB 12000型电力机车，采用交—直流电传动，机车经由受电弓从接触网获得25千伏交流电源，经自耦变压器降压成750伏交流电，再由引燃管整流、调压，最后供给四台直流牵引电动机。实际运用显示这种机车性能表现良好，其电气传动系统也被BB 16000、BB 16500、CC 21000型等电力机车所沿用。
1960年代，卢森堡国铁引进了20台BB 12000型机车，定型为3600型。